# Inge Dahl-Sørensen
Inge Fahlmann Dahl-Sørensen (født 29. juni 1947 i Virum) er en dansk politiker som har repræsenteret Venstre i Folketinget fra 1988 til 2005.

## Biografiske oplysninger
Hun er datter af vicetoldinspektør Kristian Fahlmann Andersen og husmoder Frida Fahlmann Andersen.

### Uddannelse
- Folkeskolen, Halsskovskolen i Korsør, 1954-63
- Handelsmedhjælpereksamen 1965.

### Arbejdsliv
- Advokatsekretær 1963-69
- Kontorassistent i Handelsbanken 1969-70
- Hjemmearbejdende husmoder 1971-88

### Politiske hverv
- Medlem af skolenævnet ved Kværkeby Skole 1978-87
- Medlem af skolenævnet ved Vigersted Skole 1986-87
- Medlem af skolekommissionen i Ringsted Kommune 1982-86
- Medlem af bestyrelsen for Venstre i Ringsted http://ringsted.venstre.org Arkiveret 10. september 2007 hos  Wayback Machine 1980-87
- Fra 1998 medlem af Søllerød Kommunalbestyrelse

### Opstillet
- Til Folketinget for Venstre i Bispeeng- og Bispebjergkredsene fra 1988.

### Hæder
- Ridder af Dannebrog

## Ekstern kilde/henvisning
- CV på Folketinget.dk Dato: 11. juni 2003